# Board of Airport Commissioners of Los Angeles v. Jews for Jesus, Inc
De Raad van Bestuur van het vliegveld van Los Angeles v. Joden voor Jezus (Engels: Board of Airport Commissioners of Los Angeles v. Jews for Jesus, Inc.) was een zaak die in 1987 diende voor het Hooggerechtshof. Het Hooggerechtshof stelde dat het niet mogelijk was regels in te stellen voor een bepaald gebied of zone waar de rechten die het Eerste amendement op de Amerikaanse Grondwet (dit amendement gaat over de grenzen van de vrijheid van meningsuiting) niet zouden gelden. De zaak was door de christelijke organisatie Jews for Jesus aangespannen, omdat het hun verboden was om te evangeliseren op het vliegveld.
Het vonnis werd geschreven door rechter Sandra Day O'Connor. Het werd unaniem aangenomen door de andere rechters. Zij schreef dat door de regels er een "First Amendment Free Zone" werd gecreëerd. De Raad van Bestuur van het vliegveld beargumenteerde dat het verbod alleen was ingesteld tegen bewuste acties van personen of groepen die hun standpunt wilde uitdragen. O’Connor stelde echter dat onder het verbod ook personen zouden vallen die een T-shirt of button droegen met een politieke boodschap. In een korte toevoeging liet rechter Byron White weten dat het hem zorgde baarde dat de vraag of het vliegveld een publiek forum was onbeantwoord bleef. Dit is een term binnen de Amerikaanse wetgeving waarmee overheidsbezittingen – gebouwen of terreinen – worden aangeduid, die open staan voor personen of groepen en waar volledige vrijheid van meningsuiting en vrijheid van vergadering geldt. Een Amerikaanse legerbases is een voorbeeld van een plaats waar dit  niet het geval is, en een park bijvoorbeeld wel.  